# Wereldkampioenschappen zwemmen 2009 - 1500 meter vrije slag mannen
De 1500 meter vrije slag mannen op de wereldkampioenschappen zwemmen 2009 vond plaats op 1 augustus, series, en 2 augustus 2009, finale. Op dit onderdeel mogen de zwemmers zelf bepalen in welke slag ze de wedstrijd zwemmen (in tegenstelling tot de rugslag, schoolslag en vlinderslag nummers), bijna alle zwemmers maken gebruik van de borstcrawl. Omdat het zwembad waarin de wedstrijd gehouden werd 50 meter lang is, bestond de race uit dertig baantjes. Na afloop van de series kwalificeren de acht snelste zwemmers zich voor de finale. Regerend wereldkampioen was de Pool Mateusz Sawrymowicz.

## Podium
| Goud             | Goud | Zilver        | Zilver | Brons    | Brons |
| ---------------- | ---- | ------------- | ------ | -------- | ----- |
| Oussama Mellouli | TUN  | Ryan Cochrane | CAN    | Sun Yang | CHN   |

## Records
Voorafgaand aan het toernooi waren dit het wereldrecord en het kampioenschapsrecord
| Wereldrecord         | Grant Hackett | 14.34,56 | Fukuoka, Japan | 29 juli 2001 |
| Kampioenschapsrecord | Grant Hackett | 14.34,56 | Fukuoka, Japan | 29 juli 2001 |

## Uitslagen

### Series
| Rang | Naam                       | Nationaliteit | Tijd     | Serie | Baan | Bijz. |
| ---- | -------------------------- | ------------- | -------- | ----- | ---- | ----- |
| 1    | Sun Yang                   | CHN           | 14:54.54 | 5     | 3    |       |
| 2    | Oussama Mellouli           | TUN           | 14:54.56 | 5     | 4    |       |
| 3    | Ryan Cochrane              | CAN           | 14:56.56 | 4     | 4    |       |
| 4    | Marco Rivera               | ESP           | 14:57.47 | 4     | 7    |       |
| 5    | Zhang Lin                  | CHN           | 14:58.46 | 4     | 5    |       |
| 6    | Federico Colbertaldo       | ITA           | 14:58.98 | 3     | 5    |       |
| 7    | David Davies               | GBR           | 15:00.52 | 5     | 5    |       |
| 8    | Samuel Pizzetti            | ITA           | 15:00.70 | 4     | 6    |       |
| 9    | Park Tae-Hwan              | KOR           | 15:00.87 | 4     | 3    |       |
| 10   | Mads Glæsner               | DEN           | 15:01.80 | 5     | 6    |       |
| 11   | Ryan Napoleon              | AUS           | 15:09.55 | 3     | 6    |       |
| 12   | Jackson Wilcox             | USA           | 15:09.66 | 5     | 1    |       |
| 13   | Tom Vangeneugden           | BEL           | 15:12.95 | 3     | 7    |       |
| 14   | Robert Hurley              | AUS           | 15:14.75 | 3     | 2    |       |
| 15   | Brennan Morris             | USA           | 15:16.37 | 3     | 1    |       |
| 16   | Nicolas Rostoucher         | FRA           | 15:16.49 | 3     | 3    |       |
| 17   | Pal Joensen                | FRO           | 15:21.37 | 5     | 2    |       |
| 18   | Ryoji Sononaka             | JPN           | 15:24.13 | 4     | 2    |       |
| 19   | Igor Snitko                | UKR           | 15:26.97 | 4     | 8    |       |
| 20   | Esteban Paz                | ARG           | 15:31.45 | 4     | 0    |       |
| 21   | David Brandl               | AUT           | 15:31.46 | 5     | 8    |       |
| 22   | Richard Charlesworth       | GBR           | 15:36.64 | 5     | 7    |       |
| 23   | Ricardo Monasterio         | VEN           | 15:37.48 | 3     | 9    |       |
| 24   | Alejandro Gomez            | VEN           | 15:38.93 | 2     | 4    |       |
| 25   | Oleksandr Lutchenko        | UKR           | 15:39.57 | 3     | 8    |       |
| 26   | Seungyeop Pi               | KOR           | 15:47.94 | 5     | 9    |       |
| 27   | Luis Escobar               | MEX           | 15:52.60 | 5     | 0    |       |
| 28   | Daniel Delgadillo          | MEX           | 15:56.42 | 3     | 0    |       |
| 29   | Florian Janistyn           | AUT           | 15:57.96 | 4     | 1    |       |
| 30   | Mateo De Angulo Velasco    | COL           | 16:03.31 | 2     | 6    |       |
| 31   | Esteban Enderica           | ECU           | 16:07.59 | 2     | 7    |       |
| 32   | Mandar Divase              | IND           | 16:12.28 | 1     | 0    |       |
| 33   | KaiWen Pan                 | TPE           | 16:18.38 | 4     | 9    |       |
| 34   | JuiTing Chien              | TPE           | 16:22.09 | 2     | 3    |       |
| 35   | Hajder Ensar               | BIH           | 16:32.01 | 1     | 1    |       |
| 36   | Ivan Alejandro Enderica    | ECU           | 16:32.83 | 2     | 0    |       |
| 37   | Roberto Penailillo Garcia  | CHI           | 16:38.70 | 2     | 1    |       |
| 38   | Luis Andres Martorell Name | HON           | 16:50.12 | 1     | 6    |       |
| 39   | Vitalii Khudiakov          | KGZ           | 16:50.18 | 1     | 4    |       |
| 40   | Aleksandr Slepchenko       | KGZ           | 16:52.35 | 2     | 9    |       |
| 41   | Allan Gutierrez Castro     | HON           | 16:52.71 | 1     | 5    |       |
| 42   | Heimanu Sichan             | PYF           | 17:08.44 | 1     | 2    |       |
| 43   | Paul Elaisa                | FIJ           | 17:58.23 | 1     | 7    |       |

### Finale
| Rang   | Baan | Naam                 | Nationaliteit | Tijd     | Bijz. |
| ------ | ---- | -------------------- | ------------- | -------- | ----- |
| Goud   | 5    | Oussama Mellouli     | TUN           | 14.37,28 |       |
| Zilver | 3    | Ryan Cochrane        | CAN           | 14.41,38 |       |
| Brons  | 4    | Sun Yang             | CHN           | 14.46,84 |       |
| 4      | 7    | Federico Colbertaldo | ITA           | 14.48,28 |       |
| 5      | 2    | Zhang Lin            | CHN           | 14.54,23 |       |
| 6      | 1    | David Davies         | GBR           | 14.57,03 |       |
| 7      | 6    | Marco Rivera         | ESP           | 15.01,92 |       |
| 8      | 8    | Samuel Pizzetti      | ITA           | 15.19,38 |       |